# كلارنس بي. كالبرتسون
كلارنس بي. كالبرتسون هو محامي وسياسي أمريكي، ولد في 17 أكتوبر 1869، وتوفي في 29 يناير 1951. انتخب عضو جمعية ولاية ويسكونسن ‏.